# Ajesaia
Association des Jeunes Sportifs de l’Avenir Inter-Arrondissements w skrócie Ajesaia – madagaskarski klub piłkarski z siedzibą w Antsirananie, występujący w pierwszej lidze madagaskarskiej.

## Sukcesy
- I liga[1]:
  - mistrzostwo (2):  2007, 2009.

- Puchar Madagaskaru[2]:
  - zwycięstwo (1):  2006.

- Superpuchar Madagaskaru[2]:
  - zwycięstwo (2):  2007, 2009.

## Występy w afrykańskich pucharach
| Sezon | Rozgrywki           | Runda   | Kraj      | Klub                  | Dom | Wyjazd | Dwumecz |
| ----- | ------------------- | ------- | --------- | --------------------- | --- | ------ | ------- |
| 2007  | Puchar Konfederacji | wstępna | Mauritius | Curepipe Starlight SC | 4–0 | 0–1    | 4–1     |
| 2007  | Puchar Konfederacji | 1       | Egipt     | Ismaily SC            | 2–2 | 1–6    | 3–8     |
| 2010  | Puchar Mistrzów     | wstępna | Reunion   | US Stade Tamponnaise  | 1–3 | 1–2    | 2–5     |

## Stadion
Domowe mecze klub rozgrywa na stadionie o nazwie Stade Municipal de Antsiranana w Antsirananie, który może pomieścić 2000 widzów.